# Южний (Амурська область)
Южний (рос. Южный) — селище у Октябрському районі Амурської області Російської Федерації. Розташоване на території українського історичного та етнічного краю Зелений Клин.
Входить до складу муніципального утворення Панінська сільрада. Населення становить 84 особи (2018).

## Історія
З 20 жовтня 1932 року входить до складу новоутвореної Амурської області.
З 1 січня 2006 року органом місцевого самоврядування є Панінська сільрада.

## Населення
| 2002 | 2010 | 2012 | 2013 | 2014 | 2015 | 2016 |
| ---- | ---- | ---- | ---- | ---- | ---- | ---- |
| 122  | ↘94  | ↘92  | ↘89  | ↘88  | →88  | ↘86  |
| 2017 | 2018 |      |      |      |      |      |
| ↗89  | ↘84  |      |      |      |      |      |